# Rottofreno
Rottofreno is een gemeente in de Italiaanse provincie Piacenza (regio Emilia-Romagna) en telt 12.220 inwoners (2018). De oppervlakte bedraagt 34,5 km², de bevolkingsdichtheid is 354 inwoners per km².
De volgende frazioni maken deel uit van de gemeente: San Nicolò a Trebbia, Centora.

## Demografie
Rottofreno telt ongeveer 3980 huishoudens. Het aantal inwoners steeg in de periode 1991-2001 met 12,9% volgens cijfers uit de tienjaarlijkse volkstellingen van ISTAT.
| Jaar | Inwoneraantal |
| ---- | ------------- |
| 1991 | 7835          |
| 2001 | 8844          |

## Geografie
De gemeente ligt op ongeveer 65 m boven zeeniveau.
Rottofreno grenst aan de volgende gemeenten: Borgonovo Val Tidone, Calendasco, Chignolo Po (PV), Gragnano Trebbiense, Monticelli Pavese (PV), Piacenza, Sarmato.
Agazzano · Alseno · Alta Val Tidone · Besenzone · Bettola · Bobbio · Borgonovo Val Tidone · Cadeo · Calendasco · Caorso · Carpaneto Piacentino · Castel San Giovanni · Castell'Arquato · Castelvetro Piacentino · Cerignale · Coli · Corte Brugnatella · Cortemaggiore · Farini · Ferriere · Fiorenzuola d'Arda · Gazzola · Gossolengo · Gragnano Trebbiense · Gropparello · Lugagnano Val d'Arda · Monticelli d'Ongina · Morfasso · Ottone · Piacenza · Pianello Val Tidone · Piozzano · Podenzano · Ponte dell'Olio · Pontenure · Rivergaro · Rottofreno · San Giorgio Piacentino · San Pietro in Cerro · Sarmato · Travo · Vernasca · Vigolzone · Villanova sull'Arda · Zerba · Ziano Piacentino
- Virtual International Authority File: 240121983